# Demetrius (Schiller)
Demetrius ist ein Dramenfragment von Friedrich von Schiller, das am 15. Februar 1857 am Hoftheater in Weimar uraufgeführt wurde. Es beschreibt die historische Figur des Demetrius, der um 1605/1606 russischer Zar war.

## Handlung
Bei einer Rede im polnischen Reichstag erklärt Demetrius seinen Anspruch auf den Zarenthron. Er erhofft sich Hilfe von Polen. Er sei Dmitri Iwanowitsch, der Sohn Zar Iwans IV., und nicht als Kind 1591 ermordet worden, sondern in einem Kloster aufgewachsen und beim Fürsten von Sendomir in Dienst getreten. Er sei dieser Zar Demetrius. Durch eine beeindruckende Rede überzeugt er den Reichstag und den König. Obwohl ein Reichstagsbeschluss am Veto Fürst Sapiehas scheitert, zieht Polen gegen Moskau ins Feld. Die Polen wollen mit Demetrius den Emporkömmling Boris Godunow vom Thron stürzen. Treibende Kraft ist Demetrius’ Verlobte Marina, die Tochter Mnischeks. Marfa, Witwe Zar Iwans, von Godunow in ein Kloster verbannt, beweint seit Jahren den scheinbar ermordeten Sohn, als sie die Nachricht erhält, dass Demetrius lebt.
Den weiteren Verlauf der Handlung hat Schiller nur skizziert: Boris erhält Nachricht von den Erfolgen des Demetrius und tötet sich durch Gift. Der neue Zar ist so lange ein gütiger Herrscher, bis er erfährt, dass sein Thronanspruch nicht legitim ist: Er ist nicht Iwans Sohn, sondern wurde von der Fraktion der Godunow-Gegner als Werkzeug benutzt. Als er durch seine Mutter Marfa identifiziert werden sollte, erkennt diese ihn nicht. Trotz der fehlenden Legitimation bittet er sie, ihn als ihren Sohn anzuerkennen. Marfa folgt ihrem Gewissen und erkennt ihn nicht an.

## Schillers Arbeit amDemetrius

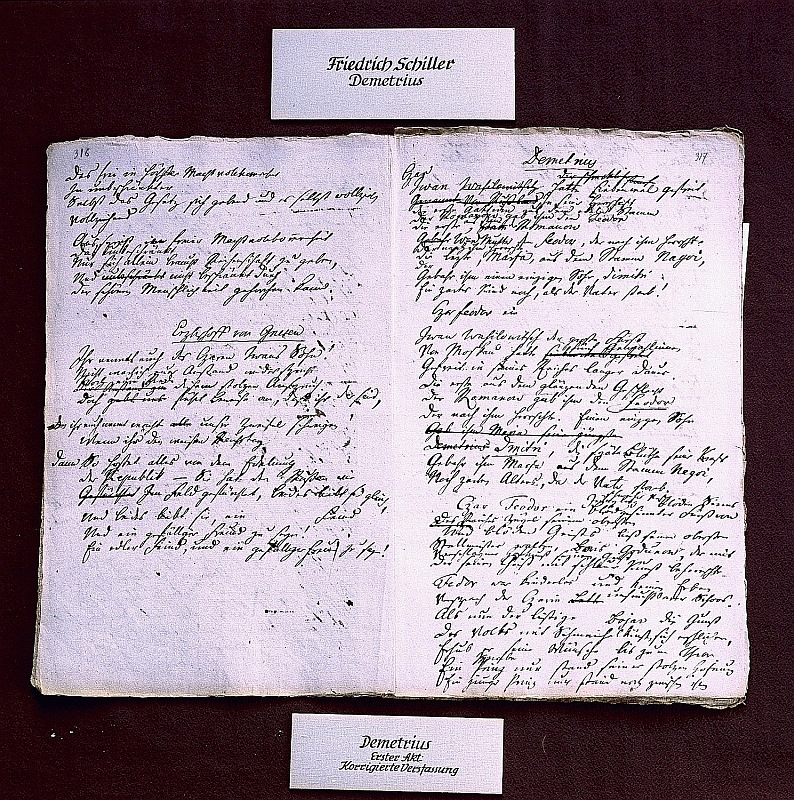
Zwei Manuskriptseiten aus Schillers Demetrius, erster Akt

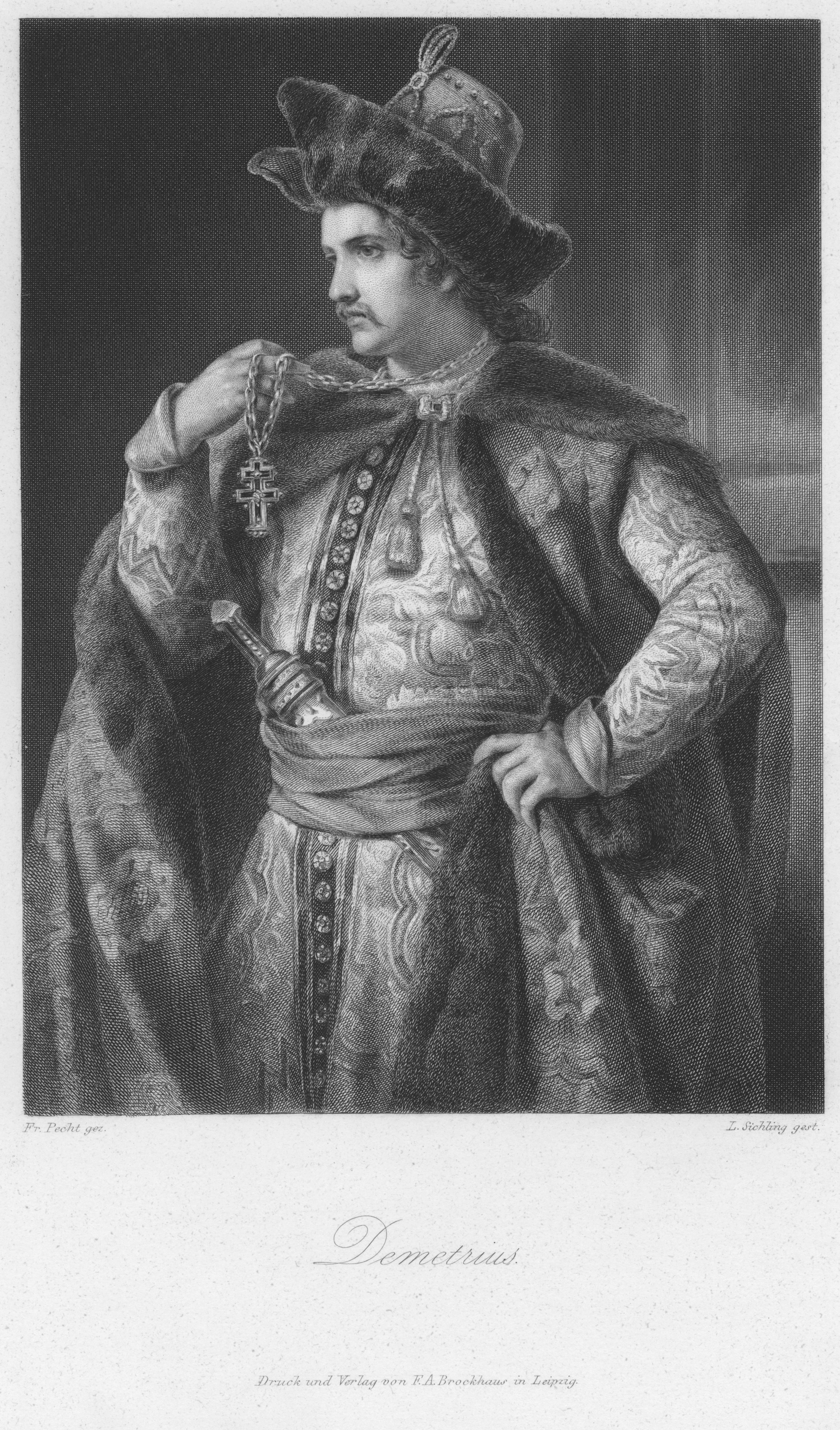
Demetrius in der Schiller-Galerie (1859), Stahlstich von Lazarus Gottlieb Sichling nach Friedrich Pecht

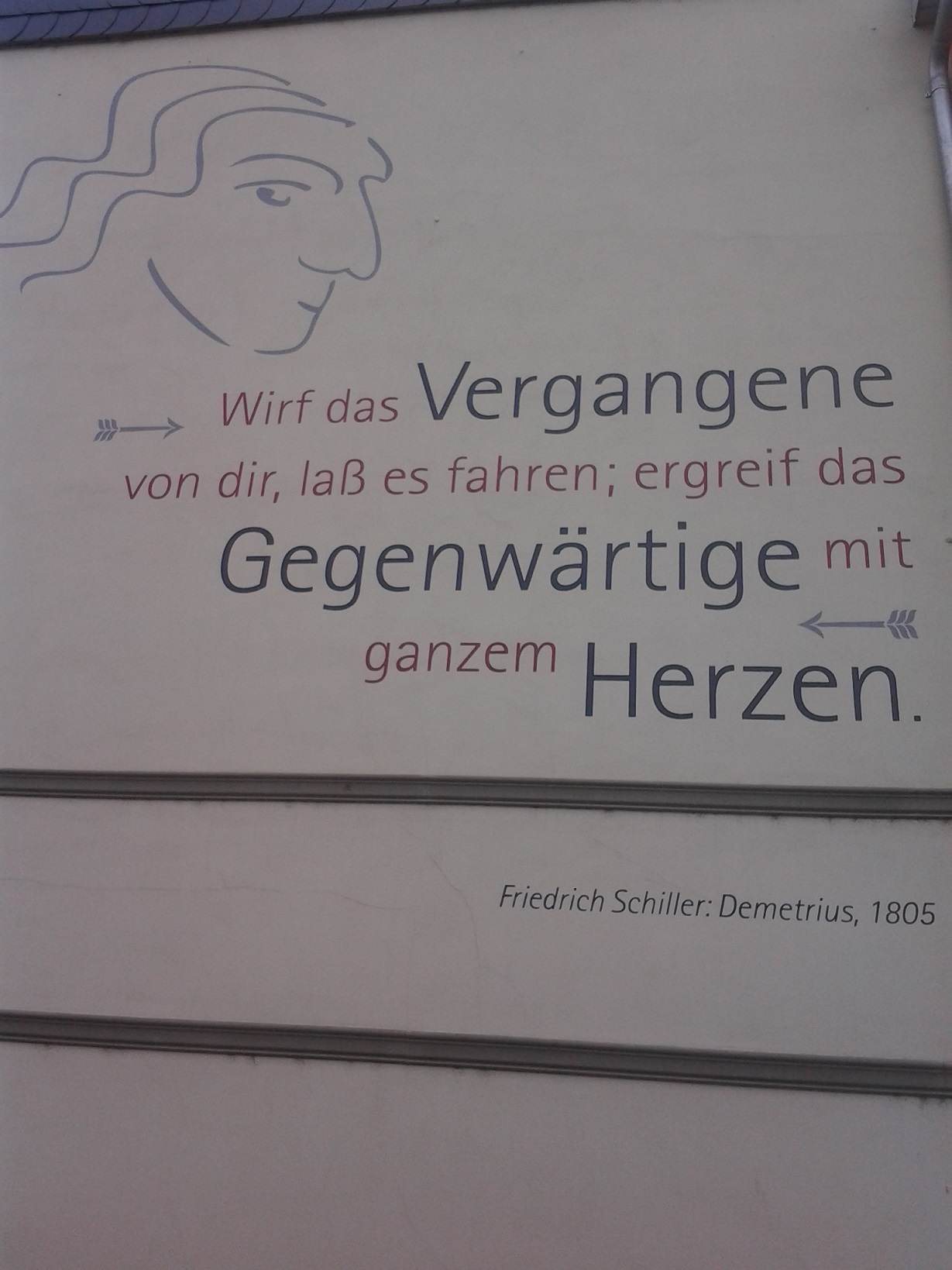
Zitat aus dem Demetrius an einer Häuserwand in Rudolstadt, der Heimatstadt von Schillers Ehefrau Charlotte von Lengefeld

Schillers Arbeit am Demetrius kann man, seinem Tagebuch folgend, in vier Abschnitte unterteilen:
Erste Arbeitsphase 10. März bis 21. April 1804
Schiller notierte in dieser Zeit die auftretenden Personen im Demetrius. Weiterhin plante er die Entwicklung der Rollen der Marfa und Marina.
Zweite Arbeitsphase 22. Mai bis 22. Juli 1804
In der 2. Arbeitsphase sammelte Schiller Informationen über den historischen Kontext und arbeitete an der Exposition des Dramas. Der zuerst geplante Samborakt wurde später verworfen und durch die Reichstagszenen ersetzt. Am 22. Juli 1804 brach Schiller die Arbeit am Demetrius vorerst ab. Er begann das Stück Die Prinzessin von Zelle. Die Arbeit am Demetrius nahm er aufgrund des neuen Stückes und einer Krankheit erst Mitte November 1804 wieder auf.
Dritte Arbeitsphase Mitte November bis 10. Dezember 1804
Schiller wog zwischen dem Demetrius-Drama und dem Warbeck ab und entschied sich endgültig für Demetrius. Zuvor hatte er immer wieder an beiden Dramenfragmenten gearbeitet. Es entstand eine genaue Festlegung der Szenen im Demetrius.
Vierte Arbeitsphase 20. Januar bis 1. Mai 1805
Der erste Akt wird vollständig ausgearbeitet. Über den weiteren Verlauf des Dramas existieren nur Skizzen.

## Deutung
Das Werk spiegelt die Verantwortung des Einzelnen in der Geschichte wider. Die persönliche und politische Macht des Demetrius hängt an der Legitimation der Marfa. Schiller reflektiert im Demetrius auch die Herrschaft des Napoleon I.

## Versuche, Schillers Fragment zu vollenden
Bereits Johann Wolfgang von Goethe trug sich mit dem Gedanken, Schillers Werk zu vollenden, um die Zusammenarbeit mit dem verstorbenen Freund auch nach dessen Tode fortzusetzen. Er gab das Vorhaben jedoch bald wieder auf.
Friedrich Hebbel, der sich des Stoffes annahm, verzichtete bewusst auf alle von Schiller entworfenen Szenen, um „Schillers Ziel ohne Schillers Weg“ zu erreichen. Ähnlich ist Hebbels Drama dem schillerschen Entwurf jedoch in der Grundannahme eines betrogenen Betrügers. Auch Hebbel starb während der Abfassung seines Demetrius-Dramas.
Doch einige weitere Autoren benutzten Schillers Entwurf und schufen daraus vollständige, mehr oder weniger gelungene Dramen. Zu den Fortsetzern Schillers gehören: Franz von Maltiz (1817, stark verändert 1835), Gustav Kühne (uraufgeführt 1857, gedruckt 1860), Otto Friedrich Gruppe (1858, gedruckt 1861), Heinrich Laube (1872), Heinrich von Zimmermann (1885), Otto Sievers (1888), A. Weimar (d. i. Augusta Götze, gedruckt 1897, uraufgeführt 1893), Franz Kaibel (1905), Karl Emil Schaarschmidt (1909) und Martin Greif. Volker Braun nahm in seinem Stück Dmitri (Uraufführung 1982) ausdrücklich Bezug auf Schillers Fragment, schuf jedoch ein eigenständiges, bewusst kontrastierendes Drama.
Ebenfalls eigenständige und nicht auf Schillers Fragment zurückgehende Demetrius-Dramen sind die Werke von Herman Grimm (1854) und Friedrich Bodenstedt (1856), Karl Hardt (1869), Adolf Wilhelmi (1869), Alexander Sergejewitsch Puschkin (Boris Godunow, 1825), Walter Flex (1909) und Paul Ernst (1905, Uraufführung 1910).

## Ausgaben

### Buchausgaben
- Schiller, Friedrich: Demetrius mit Materialien. Reclam, 1986.
- Friedrich Schiller: Demetrius. Dramatischer Nachlass, Werke und Briefe in 12 Bänden (Band 10), 2005.

### Hörbuchausgaben
- F. Schiller Dramen: Demetrius. Der Audioverlag, 2005.

## Nachweise
1. ↑  Jan C. L. König: „Mord am Fürstenhof! Schillers niedersächsische Tragödie ‚Die Prinzessin von Zelle‘“. In: Heimatkalender für Stadt und Kreis Uelzen 2006. Hrsg. v. Horst Hoffmann. Uelzen 2005, S. 31–46, ISSN 0937-3748